# Amaurobius lesbius
Espèce
Amaurobius lesbius est une espèce d'araignées aranéomorphes de la famille des Amaurobiidae.

## Distribution
Cette espèce est endémique de Grèce. Elle se rencontre sur Lesbos.

## Description
Les mâles mesurent de 3,6 à 4,6 mm et les femelles de 4,8 à 6,8 mm.

## Étymologie
Son nom d'espèce lui a été donné en référence au lieu de sa découverte, Lesbos.

## Publication originale
- Bosmans, 2011 : On some new or rare spider species from Lesbos, Greece (Araneae: Agelenidae, Amaurobiidae, Corinnidae, Gnaphosidae, Liocranidae). Arachnologische Mitteilungen, vol. 40, p. 15-22 (texte intégral).